# Maxim-Maschinengewehr
Das Maxim-Maschinengewehr (französisch Mitrailleuse Maxim, englisch Maxim Gun) war das erste selbstladende Maschinengewehr. Es wurde 1885 von dem amerikanisch-britischen Erfinder und Konstrukteur Hiram Maxim entwickelt und wird bis heute eingesetzt.

## Technik

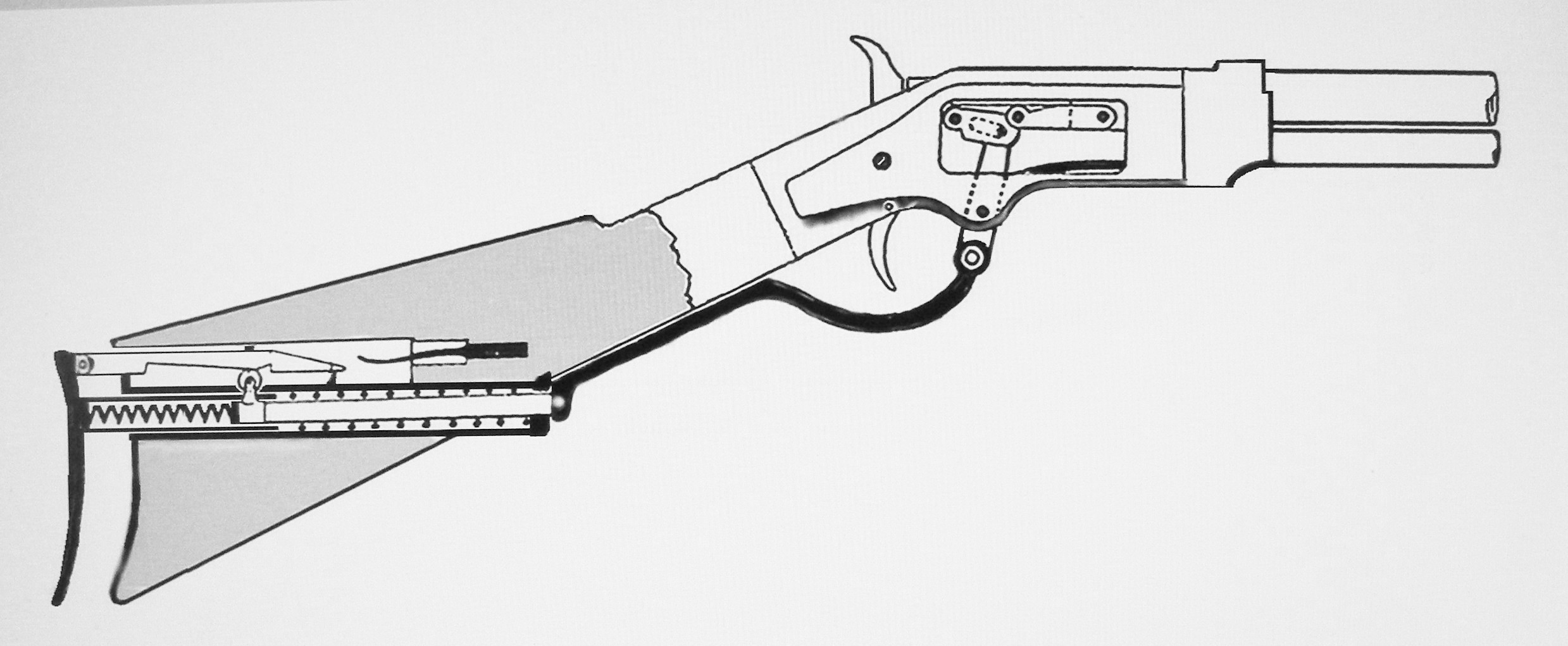
Maxims Entwurf eines Rückstoßladers (Winchester-Gewehr mit Kniegelenkverschluss)

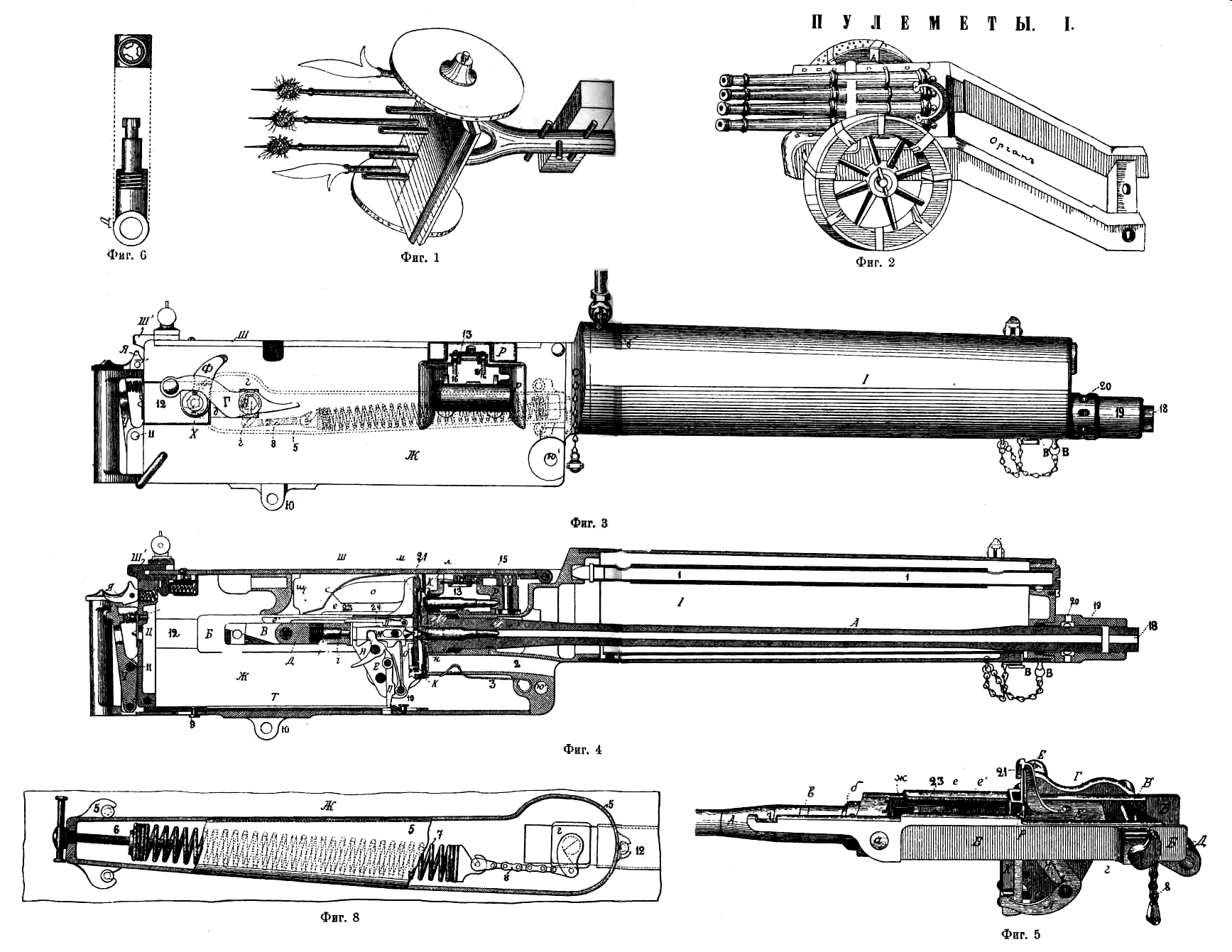
Schnittzeichnung Maxim-MG (aus Brockhaus-Efron)

Bei allen vor der Maxim Gun entwickelten mehrläufigen Mitrailleusen, wie der Gatling Gun, der De Reffye Mitrailleuse und der Montigny, Gorlow, Nordenfelt und Gardner-Waffen erfolgte die Abgabe von Feuerstößen per Handantrieb, was die Bedienungsmannschaft feindlichem Feuer aussetzte. Dazu kamen konstruktionsbedingte Probleme wie hohes Gewicht, Unzuverlässigkeit des Systems und der Patronenzufuhr.
Das von Maxim entwickelte Maxim-MG arbeitete hingegen als Rückstoßlader mit kurzem Rohrrücklauf und Kniegelenkverschluss, es nutzte den Rückstoß der abgefeuerten Patronen für den Hülsenauswurf- und Nachladevorgang. Die Munition wurde über Textilgurte zugeführt, der Lauf war wassergekühlt. Die Waffe galt insgesamt als zuverlässiger als ihre handbetriebenen Vorgängermodelle. Die erreichbare Schussfolge betrug etwa 500 Schuss pro Minute. Ursprünglich erfolgte der Einsatz als leichtes Schnellfeuergeschütz auf einer fahrbaren Lafette, später wurden leichtere Versionen auf Dreibeingestell entwickelt. Die Bedienung inklusive Munitionszuführung erforderte je nach Modell den Einsatz von bis zu 6 Mann.

## Einsatz, Versionen
Viele Maschinengewehre des frühen 20. Jahrhunderts basieren auf der Entwicklung von Hiram Maxim, so das deutsche MG 08, das MG 08/15, seine luftgekühlte Variante MG 08/18, das russische PM 1910, das Schweizer Mg 1894 und Mg 11 sowie das von Vickers als Nachfolger entwickelte Vickers-Maschinengewehr (1912).
1888 wurde die als „Wissmanntruppe“ bekannte deutsche Kolonialstreitmacht für ihren Feldzug gegen den Aufstand der ostafrikanischen Küstenbevölkerung als erste militärische Einheit mit einer Maxim-Gun ausgestattet. Hermann von Wissmann erhielt eins der ersten Exemplare dieser Waffe, die nach Deutschland gelangt waren, und setzte sie bei seinem Angriff auf Pangani ein.
In größerem Umfang eingesetzt wurde das Maschinengewehr bei der britischen Eroberung Matabelelands 1893/1894, nachdem es 1889 von der britischen Armee übernommen worden war. Im Folgenden spielte es eine bedeutende Rolle bei der Eroberung des restlichen Afrika durch die europäischen Kolonialmächte. Es veränderte das Kräfteverhältnis und die Relation der Opferzahlen bei Kämpfen zwischen Europäern und Afrikanern entscheidend zugunsten der Europäer. Deutlich wurde dies beispielsweise bei der Schlacht von Omdurman zwischen Briten und Mahdisten im Sudan im Jahre 1898. Hier fielen 9700 afrikanische Aufständische auf der einen und etwa 50 Briten und einheimische Verbündete auf der anderen Seite. Die durch die Einführung erreichte Überlegenheit in den imperialen Eroberungskriegen Ende des 19. Jahrhunderts wurde gern stilisiert, wie das nachfolgende Zitat verdeutlicht:

“Whatever happens, we have got
The Maxim gun, and they have not.”

„Was immer auch passiert – wir haben das Maxim-Maschinengewehr, die anderen nicht.“

Im Russisch-Japanischen Krieg 1904/1905 wurde sie von beiden Seiten eingesetzt.
Die Maxim in Form des Typs PM M1910 wurde noch während des Russisch-ukrainischen Krieges in den 2020er Jahren von beiden Kriegsparteien eingesetzt. Viele Maxim-Geschütze wurden nachgerüstet, um den Anforderungen der modernen Kriegsführung zu entsprechen, einschließlich der Installation auf Technicals und der Ausstattung mit einem Leuchtpunktvisier. Eine Maxim-Kanone, die von den ukrainischen Bodentruppen in der Schlacht um Bachmut eingesetzt wurde, hatte jedoch immer noch ihre ursprüngliche Visierung ohne sichtbare Modifikationen. Ein ukrainischer Soldat sagte gegenüber BBC News im Jahr 2023, dass sie die Waffe jede Woche verwenden.

## Hersteller
Für die Produktion des Maxim-Maschinengewehrs gründete Maxim die Maxim Gun Company, die hauptsächlich von Albert Vickers, dem Sohn des Stahlunternehmers Edward Vickers, finanziert wurde und der auch erster Präsident wurde. 1888 schloss sich das Unternehmen, unterstützt von Rothschild und Vickers, mit dem schwedischen Konkurrenten Nordenfeldt als Maxim-Nordenfeldt Guns and Ammunition Company Limited mit Sitz in London zusammen. Schließlich ging das Unternehmen im britischen Vickers-Unternehmen auf. 1896 sicherte sich Vickers das Patent auf das Maxim-Maschinengewehr. Es wurde zunächst in Maxim-Vickers- und nach Konstruktionsänderungen durch Vickers schließlich in Vickers-Maschinengewehr umbenannt. Vickers exportierte die Waffe auch in andere europäische Länder und nach Amerika.

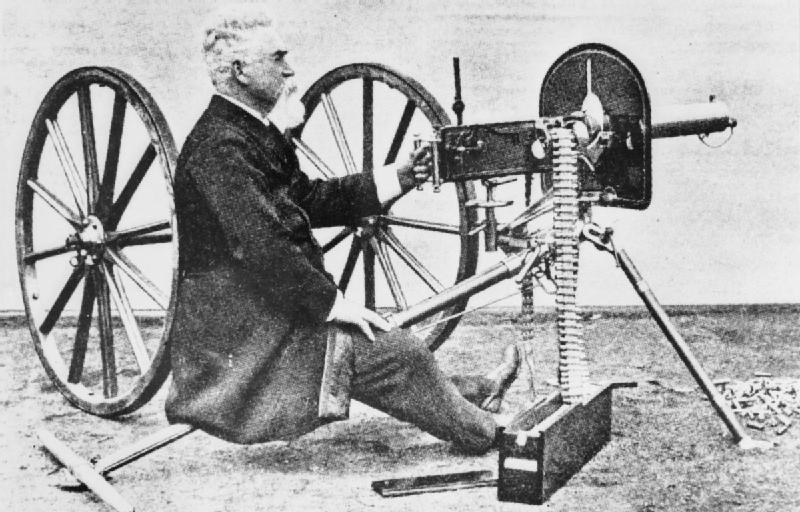
Vorführung eines frühen Maxim MGs durch Hiram Maxim
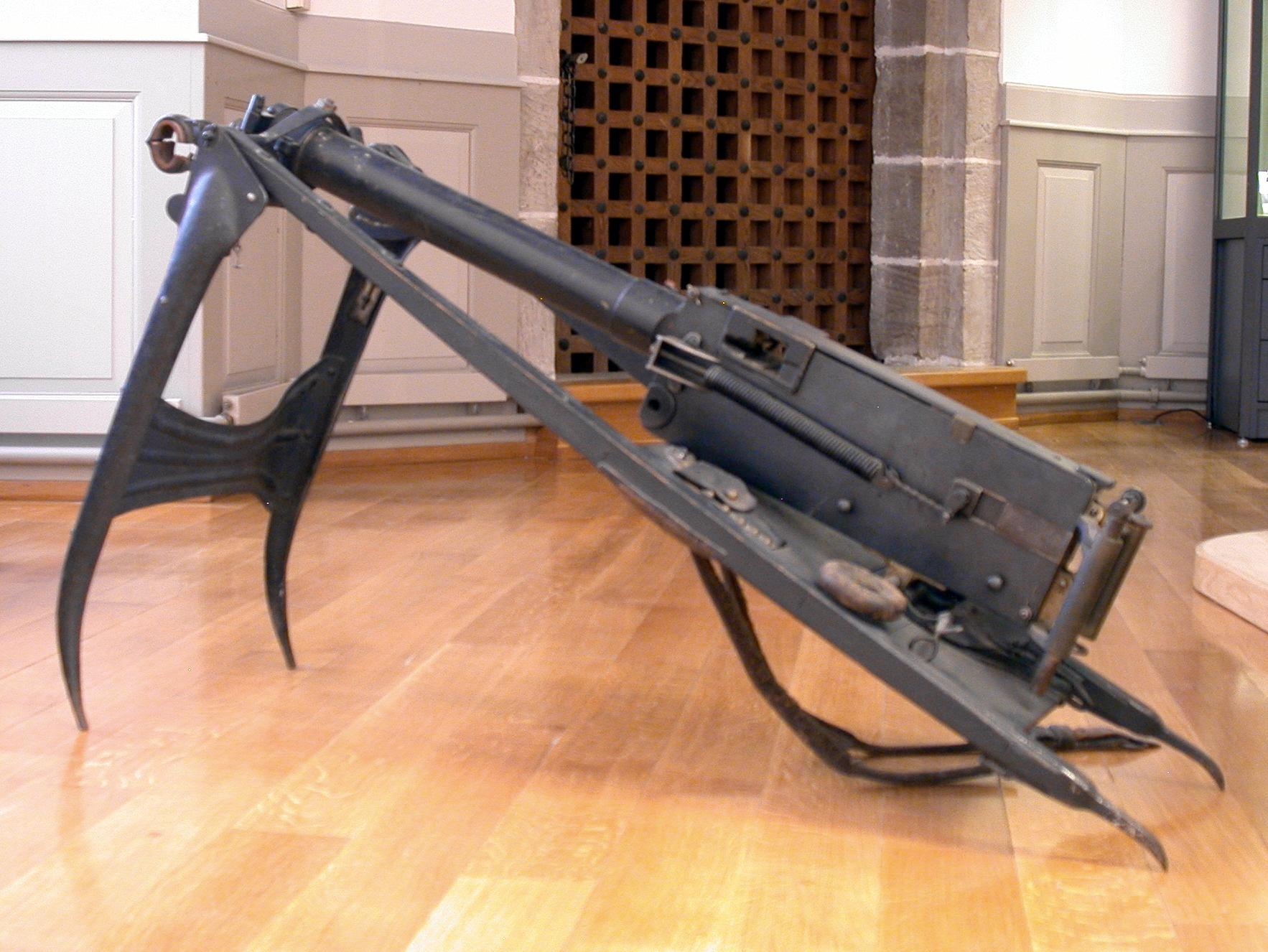
Maxim MG Modell 1894, Standort Militärmuseum Morges, Schweiz
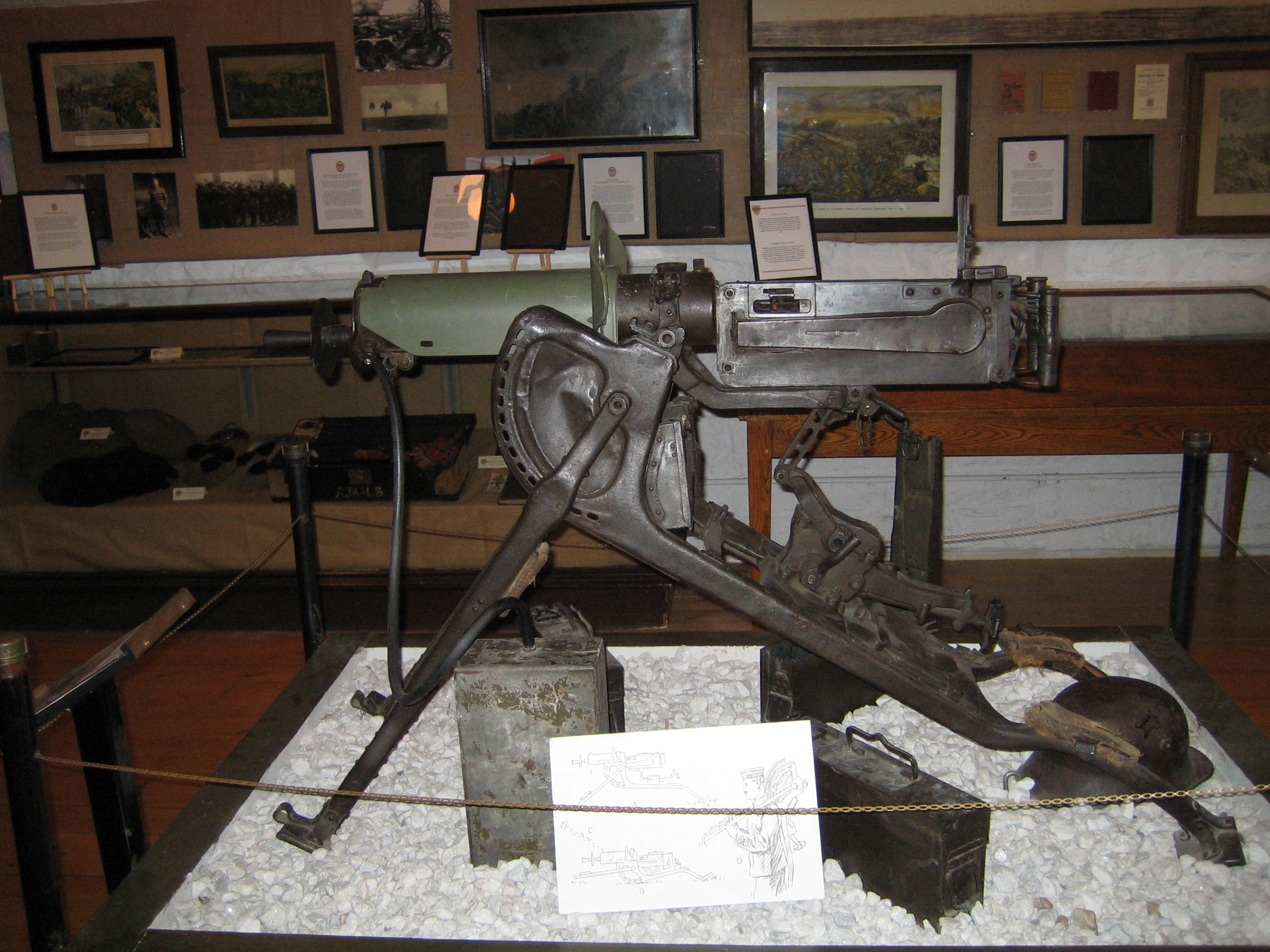
Schweres MG 08 auf Schlitten (mit Schutzschild)
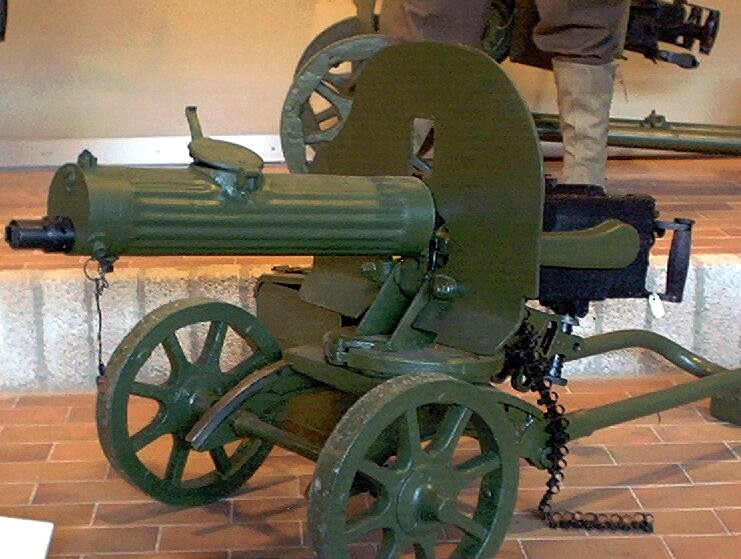
Maxim-MG 1910/30, Russland
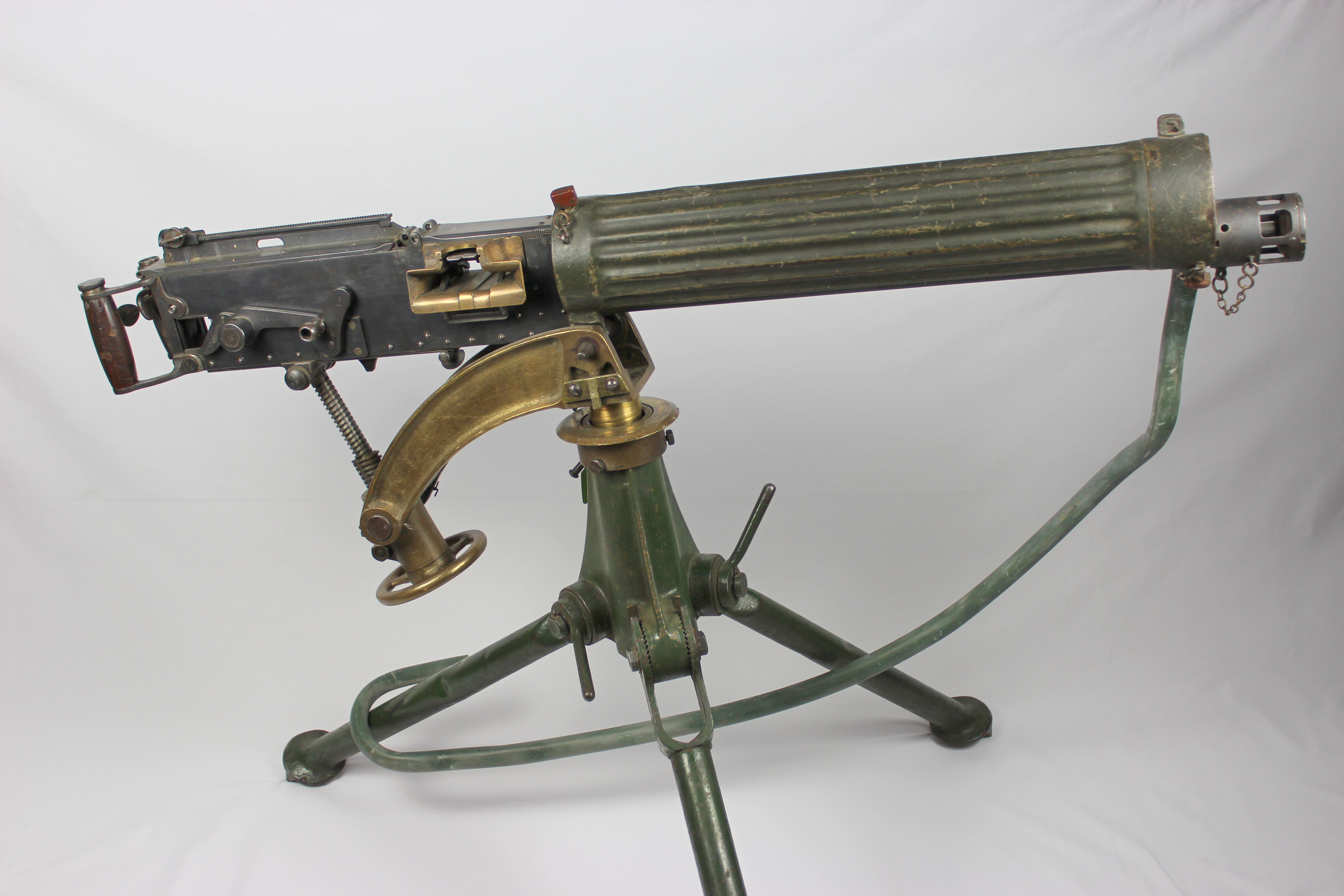
Vickers-Maschinengewehr (Großbritannien)